# Kullerberget
Kullerbacken var en hoppbacke på Kullerberget i Charlottenberg i Eda kommun som användes in på 1980-talet, varefter den togs ur bruk. Backens kritiska punkt (den längd därifrån man räknar plus eller minus-poäng beroende på ifall en atlet hoppar längre eller kortare var 78 meter. Ett backrekord sattes 1959 med 68 meter av Arne Dalsåsen från Norge men det är oklart om rekordet stod sig. 1946 var rekordet 54,5 meter, satt av norrmannen Thorleif Schjelderup.
2002 finns knappt några spår av backen kvar, utom de delar av betong som använts för konstruktionen. Ruinerna av hoppbacken är en kulturlämning utsedd av Skogsvårdsstyrelsen.
Svenska mästerskapen i backhoppning avgjordes i Kullerbacken år 1958 och vanns av Bengt "Silver-Bengt" Eriksson.